# Lobocleta ossulata
Lobocleta ossulata är en fjärilsart som beskrevs av Alpheus Spring Packard 1876. Lobocleta ossulata ingår i släktet Lobocleta och familjen mätare. Inga underarter finns listade i Catalogue of Life.